# Joeri Trifonov

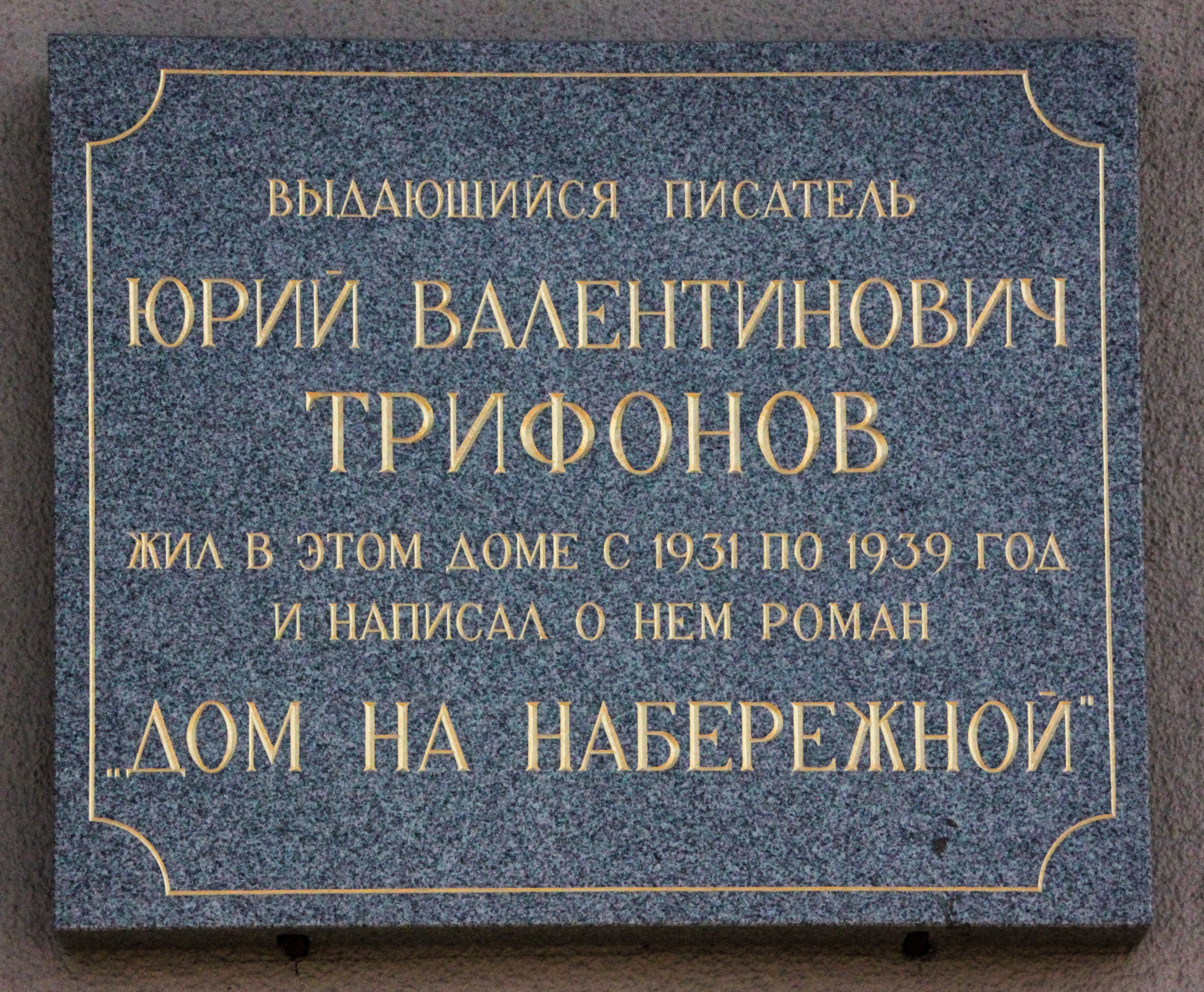
Plaquette bij zijn huis

Joeri Valentinovitsj Trifonov (Russisch: Юрий Валентинович Трифонов) (Moskou, 28 augustus 1925 – Moskou, 28 maart 1981) was een Russisch schrijver.

## Leven
Trifonov werd geboren in het luxe deel van de Moskouse Arbat-wijk. Nadat zijn vader, de officier Valentin Trifonov, in 1937 slachtoffer werd van Jozef Stalins zuiveringen verhuisde het gezin Trifonov echter naar een onderkomen communale woning (welke later model zou staan voor het “huis aan de kade”), tegenover het Kremlin.
Tijdens de oorlog diende Trifonov bij een Moskouse vliegtuigfabriek. Van 1944 tot 1949 studeerde hij literatuur en vervolgens wierp hij zich op het schrijverschap.

## Werk
Trifonov staat bekend om zijn zogenaamde “stadse proza” en schetst de alledaagse problemen van het leven in de Sovjet-Unie. In de psychologische uitwerking liet hij zich sterk inspireren door Anton Tsjechov.
Bekende romans van Trifonov (ook in het Nederlands vertaald) zijn “Het huis aan de kade” (1972), “Het andere leven” (1976) en “De oude man” (1978).
In “Het huis aan de kade” beschrijft Trifonov” het intellectuele klimaat tijdens de laatste jaren van Stalins bewind. Hij behandelt diep-psychologisch, op verschillende tijdsniveaus, het leven van alledag van een Sovjet-geleerde die het uiteindelijk in de jaren zeventig tot een aanzienlijke post heeft gebracht. Daarnaast is het een geschiedenis van meerdere generaties in het huis aan de kade, hun vechten en compromissen, hun cynisme en illusies, hun zuiverheid en omgang, symbolisch voor een tijdperk.
“De oude man” behandelt de periode van de burgeroorlog aan de Don, eveneens op verschillende tijdsniveaus. De ‘oude man’ krijgt een brief van een vrouw die hij vijftig jaar geleden liefhad. Dat roept herinneringen en reflecties op. De oude man heeft in de burgeroorlog een Kozakkengeneraal die op onduidelijke gronden beschuldigd werd van verraad niet gered. Heeft hij toen moreel wel juist gehandeld? Trifonov roept pijnlijke vragen op, zonder antwoorden te geven, exemplarisch voor de Sovjetmaatschappij in de jaren zeventig.

## Publicaties
- Obmen, 1969 (De ruil)
- Predvariteljnye itogi, 1970 (De tussenbalans)
- Droegaja zjiznj, 1975 (Het andere leven, vert. Jan Robert Braat, 1978)
- Dom na naberezjnoj, 1976 (Het huis aan de kade, vert. Charles B. Timmer, 1978)
- Starik, 1978 (De oude man, vert. Jan Robert Braat, 1981)